# Longitarsus refugiensis
Longitarsus refugiensis is een keversoort uit de familie bladkevers (Chrysomelidae). De wetenschappelijke naam van de soort werd in 1974 gepubliceerd door Leonardi & Mohr.